# Rachel Novaes
Rachel Novaes (Casa Branca, 9 de abril de 1979) é uma cantora brasileira de música gospel.

## Biografia
Criada em uma família envolvida no meio musical Rachel esteve no meio musical desde muito tempo. Desde a infância esteve envolvida nos ministérios e corais de louvor. Já em sua maioridade, intencionada a estudar psicologia, mudou-se para Ubatuba. Mas ao completar um ano de faculdade, decidiu deixar o curso para estudar música na Universidade Livre de Música Tom Jobim, onde se formou em 2001.
Em setembro de 2011 seu primeiro álbum por uma gravadora Ao Rei, trazendo a participação de Paulo César Baruk, Nívea Soares, Adhemar de Campos, entre outros. Através da obra recebeu indicações ao Troféu Promessas em 2012.

## Vida pessoal
A cidade de Casa Branca SP foi sua moradia até seus 14 anos, lá congregava na Primeira Igreja Presbiteriana de Casa Branca. Depois disso morou por um tempo em Mogi-Mirim e Mogi Guaçu, onde participou em um grupo de louvor "Banda Seth"  junto com o Pr Gildo de Carvalho e integrou o grupo de louvor da Igreja do Evangelho Quadrangular  SEDE de Mogi Guaçu SP. Mudou-se em 1997 para para Ubatuba - SP, onde reside até hoje e congrega na Igreja Comunidade da Graça de Ubatuba. É casada com Marcelo Novaes e em 2007 engravidou de Beatriz, sua primeira filha.. Em 2011 gerou seu segundo filho, Samuel.

## Discografia
- 2000: Rocha Eterna (Comunidade da Graça de Ubatuba)
- 2003: Adorado (Comunidade da Graça
- 2004: Aviva (Comunidade da Graça de Ubatuba)
- 2008: Deus de Amor
- 2009: O Melhor da Comunidade da Graça de Ubatuba
- 2011: Ao Rei
- 2013: Cruz
- 2016: Recebe a Honra

## Singles
- 2018: Luzeiros
- 2018: Maior Presente
- 2019: Vida
- 2019: Mais Perto
- 2020: Meus Filhos São Teus
- 2021: Jesus é o Centro (Jesus At The Center) [Ao Vivo]

## Participações especiais
- 2002: O Meu Prazer - CD Louvarei, Ronaldo Bezerra

Esta gravação se repete no álbum Amigos & Louvor (2008) 
- 2004: Santo É O Senhor - CD Teu Amor, Ronaldo Bezerra
- 2007: Ele Vem Pra Te Salvar (He Will Come To Save You) - CD Comunhão & Adoração 6, Adhemar De Campos
- 2009: Tu Sondas - CD Ao Vivo, Ronaldo Bezerra
- 2009: Fome (Hungry) - CD Atmosfera de Adoração 6, Fabiano Alves
- 2009: Exaltar Teu Nome (com Marlon Saint) - CD Atmosfera de Adoração 6, Fabiano Alves
- 2010: Digno É O Cordeiro (Worthy Is The Lamb) - CD IVC Adoração & Louvor, Vários Artistas
- 2011: Com Todo O Meu Ser - CD Uma História De Amor, Adhemar De Campos
- 2011: Esperança Há - CD Esperança Para As Nações, Hugo Ksenhuk
- 2012: Desperta - CD #Princípio, Sarah Renata

## Trabalhos em TV Digital
- 2012: Compartilhando Com Rachel Novaes - TVIVC, Youtube

## Participação em projetos de Marketing Estratégico
- 2011: IVC Talento - Jurada Técnica da Banca Examinadora do concurso